# Independiente Medellín

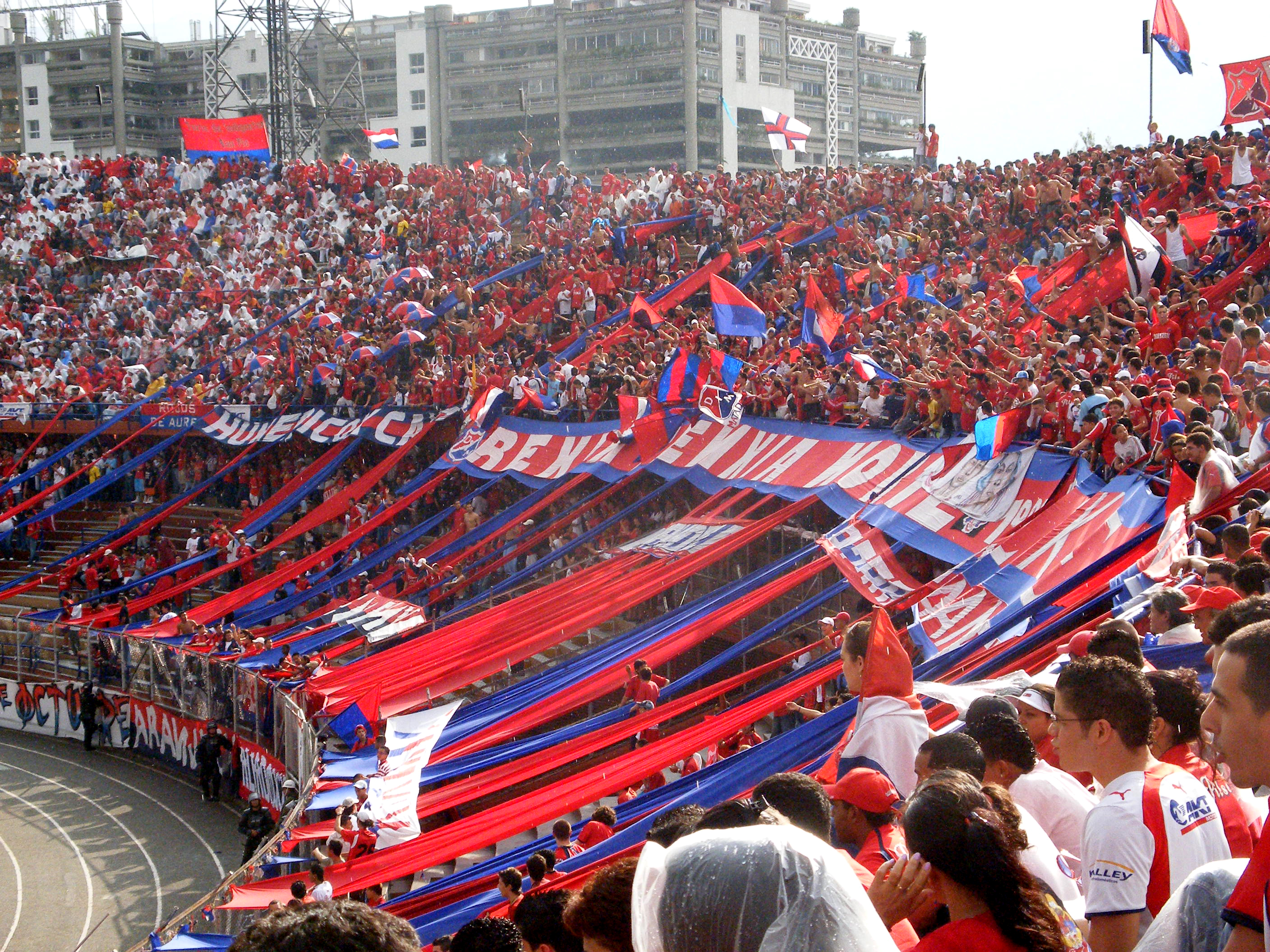
Supporters van Independiente Medellín

Deportivo Independiente Medellín is een Colombiaanse voetbalvereniging uit Medellín. De club werd opgericht in 1913 en komt uit in de hoogste divisie van het Colombiaanse voetbal.
Independiente Medellín wist in de geschiedenis vijfmaal kampioen te worden van Colombia, de laatste keer in 2009 (II). Internationale prijzen wist de club nog nooit te pakken, de beste prestatie was een derde plek in de Copa Libertadores in 2003. De grootste rivaal van Independiente Medellín is stadsgenoot Atlético Nacional.

## Erelijst
- Landskampioen (6)

1955, 1957, 2002-II, 2004-I, 2009-II, 2016-I

## Stadion
Independiente Medellín speelt zijn thuiswedstrijden net als Atlético Nacional in het Estadio Atanasio Girardot. Het stadion biedt plaats aan 53 000 toeschouwers en werd in 1953 in gebruik genomen. Het stadion is vernoemd naar Atanasio Girardot, een verzetsstrijder afkomstig uit Medellín. Op 5 juni 1986 hield Paus Johannes Paulus II een toespraak in het stadion.

## Kampioensteams
- 1955 — Carlos Arango, Álvaro Barreiro [Uru], Iván Benítez, Hernando Caicedo, Lorenzo Calonga [Par], Valerio Delatour, Jesús Hernández, Orlando Larraz [Arg], Felipe Marino [Arg], Jorge Méndez, José Manuel Moreno [Arg], Alfonso Niño, Francisco Pacheco, Pedro Roque Retamozo, Lauro Rodríguez [Uru], Efraín Sánchez, René Serghini [Arg], Lidoro Soria, Luis Alfonso Villegas. Trainer-coach: Delfín Benítez Cáceres (tot oktober), opgevolgd door José Manuel Moreno [Arg].
- 1957 — Omar Ives Ayala, Alvaro Barreiro [Uru], Iván Benítez, Hernando Caicedo, Lorenzo Calonga [Par], Hugo Contreras [Arg], José Vicente Grecco [Arg], Jaime Gutierrez, Jesús Hernández, Orlando Larraz [Arg], Felipe Marino [Arg], Jorge Méndez, Leonel Montoya, José Manuel Moreno [Arg], Alfonso Niño, Roberto Ortega, Francisco Pacheco, Pedro Roque Retamozo, Lauro Rodríguez [Uru], Efraín Sánchez, René Serghini [Arg], Fernando Sierra, Luis Alfonso Villegas. Trainer-coach: José Manuel Moreno [Arg].

## Bekende (oud-)spelers
- Leonel Álvarez
- Rolando Fonseca
- René Higuita
- José Pékerman
- Hugo Sotil
- Carlos Valderrama
- Adolfo Valencia
- Juan Cuadrado
- Jackson Martínez

## Trainer-coaches
- Nolberto Molina (1995)
- Víctor Luna (1997, 2000, 2002-2003, 2006-2007 en 2011)
- Reinaldo Rueda (2002)